# Bisaltes argentiniensis
Bisaltes argentiniensis är en skalbaggsart som beskrevs av Stefan von Breuning 1971. Bisaltes argentiniensis ingår i släktet Bisaltes och familjen långhorningar. Inga underarter finns listade.